# Stadio René-Gaillard
Lo stadio René-Gaillard (fr. stade René-Gaillard), precedentemente noto come stade de La Venise Verte , è uno stadio francese che si trova nel comune di Niort.
Ospita le partite casalinghe della locale squadra di calcio, attualmente partecipante al campionato di Ligue 2.
Ha ospitato la finale del campionato francese di football americano nel 2000.

## Storia
Inaugurato il 3 agosto 1974 come stade de La Venise Verte, è stato successivamente ribattezzato René-Gaillard in onore dell'ex sindaco socialista di Niort.
Il record di affluenza è stato registrato il 14 ottobre 1987 nella partita valida per la Ligue 1 che ha opposto i padroni di casa, alla loro prima e finora unica stagione nel massimo campionato, all'Olympique Marsiglia, quando gli spettatori furono 16.715.
Nel giugno 2014 lo stadio è stato sottoposto a interventi sul manto erboso, diventato sintetico, con l'installazione di una nuova tribuna a carico del club. Nel dicembre 2019 è annunciato il progetto per la realizzazione di un centro sportivo, con annessi interventi allo stadio, da completare entro il 2022.